# 住院醫師 (電視劇)
《住院醫師》（英語：The Resident）是一部於2018年1月21日在FOX開播的美国医疗剧电视剧。本劇聚焦於虛構的喬治亞州亞特蘭大查斯坦公園紀念醫院(Chastain Park Memorial Hospital)中醫療工作人員們的日常與責任，並對於現實中醫療衛生產業的官僚制度以批判的角度進行演出。
2019年3月25日，本劇獲FOX第3季續訂。

## 演員和角色

### 主要角色
- 马特·朱克瑞 飾演 康洛·西奧多·霍金斯(Conrad Theodore Hawkins)

查斯坦公園紀念醫院內科第三年住院醫師，曾擔任美國海軍醫官並前往阿富汗服役，並藉此習得許多非常規的醫療方式，康洛也因在阿富汗的經歷而罹患PTSD。
- 艾蜜莉·芬凱普 飾演 妮可蕾·「妮可」·瑪麗·奈文(Nicolette "Nic" Marie Nevin)

查斯坦公園紀念醫院執業護理師，她是康洛的戀愛對象，是名關心並體貼病患的護理師。
- 曼尼許·達雅爾（英语：Manish Dayal） 飾演 戴文·帕維許(Devon Pravesh)

查斯坦公園紀念醫院內科第一年住院醫師，哈佛大學與耶魯大學醫學院畢業。戴文受康洛那非正規的治療方式震撼且驚嘆，原先想要換人指導，最終受到康洛影響，戴文也成為一名技術高明的醫師。
- 香奈·蕾妮·威爾遜（英语：Shaunette Renée Wilson） 飾演 米娜·歐克佛(Mina Okafor)

查斯坦公園紀念醫院外科第二年外科住院醫師，極為聰明並不在乎他人看法，因此獲得AJ·奧斯汀的青睞。
- 布魯斯·格林伍德 飾演 藍道·貝爾(Randolph Bell)

查斯坦公園紀念醫院外科主任→執行長，別號「死催手」（HODAD, the Hands of Death and Destruction）。
- 梅林·鄧蓋（英语：Merrin Dungey） 飾演 克萊兒·E·索普(Claire E. Thorpe)

查斯坦公園紀念醫院前任執行長。她因病患在手術過程中器械（該器械從來沒有被替換過）起火的事件遭到貝爾與蘭恩指控她只關注獲利而不關心病患，最終遭兩人開除，貝爾隨後接任她的執行長位置。
- 梅丽娜·卡纳卡蕾德斯（英语：Melina Kanakaredes） 飾演 蘭恩·杭特(Lane Hunter)

查斯坦公園紀念醫院腫瘤科醫師，具有外科與放射腫瘤科的雙認證資格，前腫瘤科主任，擁有自己開設的診所。第一季末時，她給她的患者施行不必要的化療以詐取更多的醫療保險費，並有意殺死一名病患以陷害妮可以掩蓋自身罪刑，隨後遭到逮捕。第二季時，她在交保出獄後遭到其中一名遭到她過度治療的病患家屬槍殺身亡。
- 馬康姆-傑莫·華納（英语：Malcolm-Jamal Warner） 飾演 奧古斯特·傑瑞麥·「AJ」·「猛禽」·奥斯汀(August Jeremiah "AJ / The Raptor" Austin)

具有一般外科、心臟外科以及創傷外科三重認證資格的醫師，在貝爾以及米娜的邀請下來到查斯坦公園紀念醫院任職。
- 葛倫·莫舒瓦（英语：Glenn Morshower） 飾演 馬歇爾·溫索普(Marshall Winthrop)

生意人，康洛疏遠的父親。第二季時，他成為了查斯坦公園紀念醫院董事長，但隨後退位並接管腐敗的醫材製造商「昆瓦迪斯(QuoVadis)」，試圖在前任執行長高登·佩吉死亡後重塑並革新品牌成為一家關懷患者的正派公司。
- 珍·李維斯（英语：Jane Leeves） 飾演 伊莉莎白·凱薩琳·「姬特」·沃斯(Elizabeth Katherine "Kitt" Voss)

查斯坦公園紀念醫院骨外科醫師。
- 莫瑞·錢斯諾 飾演 貝瑞特·該隱(Barrett Cain)

一名頗負盛名的神經外科醫師。
- 潔西卡·盧卡斯 飾演 比莉·薩頓(Billie Sutton)

查斯坦公園紀念醫院神經外科住院醫師，妮可的好友。
- 阿努婭·喬希(Anuja Joshi) 飾演 莉拉·戴維(Leela Devi)

患有失讀症的外科實習醫師，試圖在手術室證明自己。
- 邁爾斯·福勒(Miles Fowler) 飾演 崔佛·丹尼斯(Trevor Daniels)

查斯坦公園紀念醫院麻醉科科第一年住院醫師，同時也是比莉在13歲那年遭人強暴所生下並送養他人的兒子。
- 凱莉·羅納恩(Kaley Ronayne) 飾演 金凱德·「凱德」·蘇利文(Kincaid "Cade" Sullivan)

亞特蘭大綜合醫院→查斯坦公園紀念醫院重症加護醫師。
- 安德魯·麥卡錫 飾演 伊恩·蘇利文(Ian Sullivan)

查斯坦公園紀念醫院小兒外科主治醫生，凱德疏遠的父親。

### 常設角色
- 塔西·勞倫斯(Tasie Lawrence) 飾演 普莉亞·內爾 (Priya Nair)

戴文的前未婚妻，記者。
- 薇奧萊特·比恩 飾演 莉莉·肯多(Lily Kendall)

蘭恩的其中一名化療患者。
- 麥可·霍根(Michael Hogan) 飾演 亞伯·諾蘭(Albert Nolan)

查斯坦公園紀念醫院急診外傷科主治醫師。
- 華倫·克里斯泰 飾演 裘德·席瓦(Jude Silva)

查斯坦公園紀念醫院急診外傷科主治醫師。
- 塔索·費爾德曼(Tasso Feldman) 飾演 爾文·費爾德曼 (Irving Feldman)

查斯坦公園紀念醫院急診室醫師。
- 喬可·辛姆斯（英语：Jocko Sims） 飾演 班傑明·威爾莫特(Benjamin Wilmot)

查斯坦公園紀念醫院內科主治醫師。
- 莫蘭·艾蒂亞斯（英语：Moran Atias） 飾演 蕾娜塔·莫拉利 (Renata Morali)

查斯坦公園紀念醫院公關主管。
- 潔西卡·米耶塞 (Jessica Miesel) 飾演 潔西卡·摩爾(Jessica Moore)

熱愛八卦的刷手護士。
- 派屈克·R·沃克(Patrick R. Walker) 飾演 麥卡·史蒂芬斯(Micah Stevens)

桑福高中自然與科學教師，曾為康洛的病患，米娜的前戀愛對象。
- 史蒂芬·雷丁頓(Steven Reddington) 飾演 布萊德利·詹姆斯·詹金斯(Bradley James Jenkins)

前查斯坦公園紀念醫院外科住院醫師。
- 凱薩琳·戴爾(Catherine Dyer) 飾演 艾莉西絲·史蒂芬斯(Alexis Stevens)

查斯坦公園紀念醫院護理長。
- 文斯·福斯特(Vince Foster) 飾演 保羅·邱(Paul Chu)

查斯坦公園紀念醫院麻醉科主任。
- 蒂妮卓·伊斯勒(Denitra Isler) 飾演 艾倫·杭利(Ellen Hundley)

查斯坦公園紀念醫院急診室護理長。
- 麥可·衛斯頓（英语：Michael Weston） 飾演 高登·佩吉(Gordon Page)

醫材製造商「昆瓦迪斯」創立者兼前執行長。
- 珍娜·戴溫 飾演 茱莉安·布斯(Julian Booth)

醫材製造商「昆瓦迪斯」前代表人。
- 茱莉安娜·吉爾（英语：Julianna Guill） 飾演 潔西·奈文(Jessie Nevin)

妮可的妹妹。
- 丹妮拉·艾隆索（英语：Daniella Alonso） 飾演 柔伊·巴奈特(Zoey Barnett)

康洛與妮可的兩名病患之母。
- 伊凡·惠登(Evan Whitten) 飾演 亨利·巴奈特(Henry Barnett)

柔伊的長子。
- 麥爾斯·加斯頓·維蘭紐瓦(Miles Gaston Villanueva) 飾演 亞歷·蕭(Alec Shaw)

查斯坦公園紀念醫院家醫科與感染科醫師。
- 科賓·本森  飾演 凱爾·奈文(Kyle Nevin)

妮可與潔西的父親。